# Маглеванная, Елена Ильинична
Елена Ильинична Маглеванная (родилась 15 декабря 1981, Волгоград, РСФСР) — внештатный журналист российской правозащитной газеты «Свободное слово» и американского журнала «Кругозор». Публиковала материалы о преследованиях и пытках чеченцев.

## Биография
Родилась 15 декабря 1981 года в Волгограде. Окончила физический факультет Волгоградского государственного педагогического университета, вторая специальность — учитель русского языка и литературы. Какое-то время работала техническим редактором в издательстве Волгоградского государственного педагогического университета. Eе стихотворения публиковались в немецком литературном журнале «Edita Gelsen».

Война может закончиться только одним — предоставлением независимости Чечне.
Е. Маглеванная

В мае 2009 года она обратилась с просьбой предоставить ей политическое убежище в Финляндии, а в 2010 году получила статус беженца.

## Преследования журналистки
После того как Елена Маглеванная опубликована статью о чеченце З. Зубайраеве, задержанном в Волгограде в 2007 году, её начали активно преследовать российские спецслужбы. В своей статье Маглеванная критиковала условия содержания заключённых и плохое, издевательское обращение сотрудников пенитенциарных учреждений с заключёнными.
18 февраля 2009 года администрация Волгограда начала дело против журналистки. Иск был подан о защите «чести и деловой репутации».
Елену Маглеванную обвинили в распространении дезинформации о пытках З. Зубайраева. Суд Волгограда постановил, что Маглеванная распространила ложную информацию. Суд обязал журналистку выплатить 200 тысяч рублей (около 4600 евро) в качестве компенсации морального вреда к администрации Волгоградской колонии ЛИУ- 15.
Позднее Маглеванная получила угрозы для жизни на веб-сайте группировки «Русского националистического союза». Также, по утверждениям журналистки, ей угрожали, что отправят в психиатрическую больницу, если она продолжит писать о нарушениях прав заключенных.
«Русская народная линия» выступает с критикой в адрес эмигрировавшей в Финляндию журналистки.

## Работа
В мае 2009 г. Маглеванная приняла участие в форуме по правам человека по Finrosforum в Хельсинки, и попросила политического убежища через несколько дней.
Е. Маглеванная автор множества статей о чеченском народе, опубликованных в различных международных изданиях. Известна как организатор помощи пропавших без вести лиц чеченской национальности во время Первой и Второй чеченских войн.
Кроме журналистской деятельности Елена Маглеванная пишет стихи.